# إلدا فيري
إلدا فيري (بالإيطالية: Elda Ferri)‏ هي منتجة أفلام إيطالية، ولدت في القرن العشرين في إيطاليا.

## وصلات خارجية
- إلدا فيري على موقع IMDb (الإنجليزية)
- إلدا فيري على موقع ألو سيني (الفرنسية)
- إلدا فيري على موقع أول موفي (الإنجليزية)
- إلدا فيري على موقع قاعدة بيانات الأفلام السويدية (السويدية)
- إلدا فيري على موقع قاعدة بيانات الفيلم (الإنجليزية)
- إلدا فيري على موقع كينوبويسك (الروسية)